# Škoda 01T
Škoda 01T (též označení T3M.0) je typ tramvaje, který vznikl modernizací československé tramvaje T3.

## Historie
Kromě společnosti ČKD Tatra se na modernizaci tramvají v Česku v 90. letech 20. století podílela i plzeňská firma Škoda. Plzeňský dopravní podnik se rozhodl nechat si zrekonstruovat své tramvaje právě ve „škodovce“. Jako první byla k tomuto účelu určena tramvaj T3SUCS evidenční číslo 246. Ta byla v letech 1993 až 1995 (jako jedna z prvních tramvají v Česku) celkově zmodernizována. Následně bylo postupně do roku 1999 Škodě předáno k rekonstrukci dalších 25 vozů. V roce 2010 byl vyřazen prototyp č. 246 pro nespolehlivost. Vozy 209 a 210 byly pro velkou poruchovost (z celé série nejporuchovější kusy) v Doubravě u Ostravy roku 2013 zcela sešrotovány. Třináct vozů bylo v letech 2012 až 2014 zčásti sešrotovány a obnoveny jako typ VarioLF. Mezi nimi se objevil i vůz 246. V roce 2015 byl ukončen provoz těchto tramvají v Plzni. Zbylé tramvaje (neodvezené do Doubravy nebo neobnovené jako VarioLF) byly v témže roce odeslány do ukrajinského Mykolajivu.

## Konstrukce
Všechny vozy obdržely novou elektrickou výzbroj Škoda s IGBT tranzistory. U prvního zrekonstruovaného vozu (ev. č. 246) šlo dokonce o první tramvaj v České republice s těmito prvky. Dále byla celkově opravena vozová skříň, zmodernizován byl taktéž interiér (čalouněné sedačky, nové zářivky, protiskluzová podlaha apod.) a stanoviště řidiče. Tramvaje obdržely polopantograf a první dva vozy evidenčních čísel 246 a 247 rovněž výklopné dveře.

## Dodávky tramvají
| Současný stát | Město | Článek | Typ       | Roky dodávek | Evidenční čísla při dodání                     | Počet vozů | Poznámky | Zdroj |
| ------------- | ----- | ------ | --------- | ------------ | ---------------------------------------------- | ---------- | -------- | ----- |
| Česko         | Plzeň | článek | Škoda 01T | 1995–1999    | 209–216, 219–230, 237, 238, 241, 242, 246, 247 | 26         |          | [ 2 ] |